# Gabriel Alonso
Gabriel Alonso (Fuenterrabía, 9 novembre 1932 – Hondarribia, 19 novembre 1996) è stato un calciatore spagnolo, di ruolo difensore.

## Palmarès

### Club

#### Competizioni nazionali
- Campionato spagnolo: 1

Real Madrid: 1953-1954